# Płock
Płock er en by ved floden Wisła i voivodskabet Masovien i det centrale Polen. En by med en rig historie på over tusind år, den tidligere hovedstad i Polen. Byen blev grundlagt engang i 900-tallet og fik Magdeburgrettigheder i 1237. Płock har 124.318(2011) indbyggere.

## Historie
Płock blev grundlagt i det 10. århundrede. Fra starten var det en del af Polen. Fra 1075 er Płock sæde for et katolsk bispedømme. Fra 1079 til 1138 var Płock Polens hovedstad. Płock-katedralen er et af de middelalderlige polske herskeres begravelsessteder. I 1237 modtog Płock byrettigheder.
I den tidlig moderne tid var Płock den kongelige by af den polske krone. Byen blev beslaglagt af Preussen i Polens 2. deling i 1793. Fra 1807 til 1815 igen under polsk styre som en del af Hertugdømmet Warszawa, derefter annekteret af Rusland, oprindeligt med polsk autonomi. Efter at Polen genvandt uafhængighed i 1918, vendte Płock tilbage til Polen. Den 18. og 19. august 1920 blev Płock heroisk forsvaret af indbyggerne mod Sovjet-Russlands aggression. Under 2. verdenskrig blev Kielce besat af Nazi-Tyskland.

## Sport
De mest populære sportsklub i byen er Wisła Płock (håndbold og fodbold).

## Galleri
- Płock slot
- Katolsk katedral
- Rådhus
- Skt. Bartholomæus-kirken (polsk: Kościół św. Bartłomieja)
- Mariavite katedral
- Dominikanske kirke (gotisk)
- Masovske Museum (Muzeum Mazowieckie)
- Amfiteater